# 切特·阿特金斯
切特·阿特金斯（英語：Chet Atkins）全名
切斯特·伯頓·切特·阿特金斯（Chester Burton "Chet" Atkins）（1924年6月20日－2001年6月30日）是一位有影響力的美國音樂家，歌曲作者，吉他手和唱片製作人，偶爾當歌手，被稱為吉他先生和鄉村樂紳士，讚譽為納什維爾之聲，推廣擴大了鄉村音樂在成人流行音樂歌迷的吸引力。在2011年滾石雜誌列為滾石雜誌一百大吉他手第21名 ，總共獲得14項葛萊美獎和葛萊美終身成就獎，還獲得9個鄉村音樂協會頒發的年度樂器演奏家獎，入駐鄉村音樂名人堂和博物館，和音樂家名人堂和博物館，及2002年搖滾名人堂。